# HD 113865
HD 113865，又名BD+29 2365，SAO 82648、HR 4948，是一颗恒星，视星等为6.54，位于銀經64.11，銀緯86.23，其B1900.0坐标为赤經13h 1m 23.9s，赤緯+29° 86.23′ 54″。